# توماس وریتی

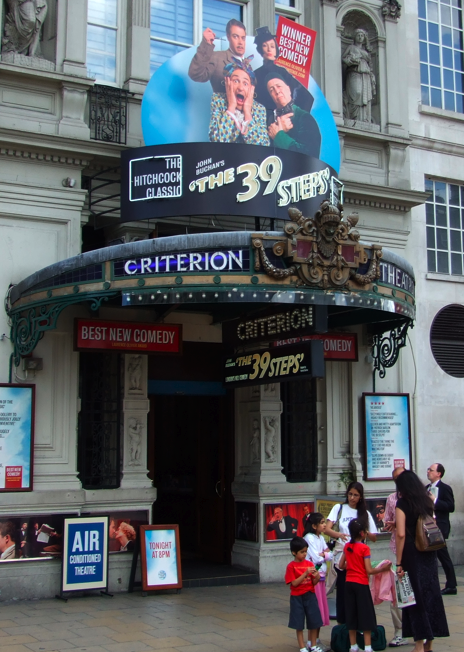
ورودی تئاتر کرایتورین (۱۸۷۴), پیکدیلی سیرکوس

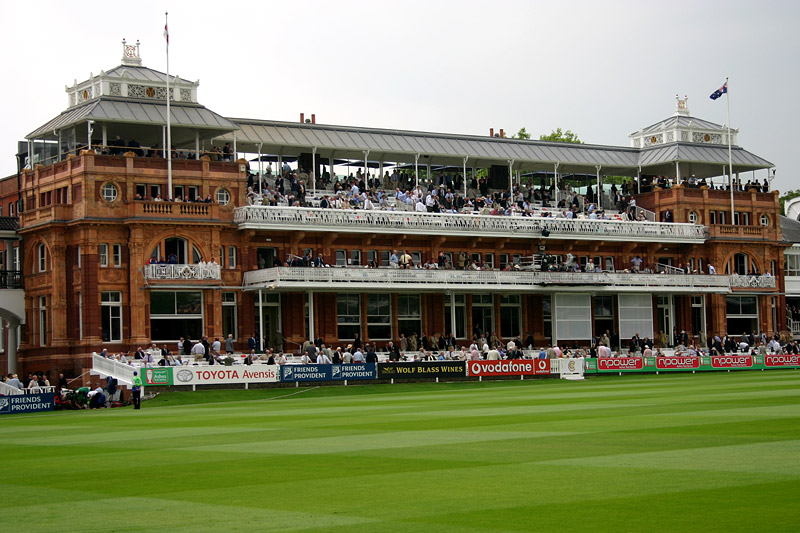
پاویون لرد زمین کریکت

توماس وریتی (انگلیسی: Thomas Verity; ۱ ژانویهٔ ۱۸۳۷ – ۱ ژانویهٔ ۱۸۹۱) یک معمار اهل انگلستان بود.
وی معمارهای ساختمان‌هایی همچون تئاتر کرایتورین، تئاتر هارولد پینتر و پاویون لرد بوده است.